# Mildred D. Taylor
Pour les articles homonymes, voir Taylor.
Mildred DeLois Taylor, née le 13 septembre 1943 à Jackson (États-Unis), est une autrice afro-américaine de romans jeunesse mettant en scène des familles afro-américaines du Sud des États-Unis. Elle a reçu la médaille Newbery en 1977 pour son roman Tonnerre, entends mon cri (en) et le premier Prix NSK Neustadt pour la littérature de jeunesse (en) en 2003.

## Biographie
Mildred D. Taylor naît en 1943 à Jackson, dans le Mississippi. Elle est l'arrière-petite-fille d'un ancien esclave, fils d'une femme afro-indienne et d'un propriétaire terrien blanc. Elle y vit peu de temps, puis déménage à Toledo dans l'Ohio. Diplômée de l'Université de Toledo en 1965, elle s'engage deux ans au sein du Corps de la paix en Éthiopie. De retour aux États-Unis, elle obtient une maîtrise en journalisme à l'université du Colorado, où elle est membre de la Black Student Alliance et contribue à la création d'un programme de Black studies. Elle vit maintenant dans le Colorado.
La plupart de ses œuvres prennent leur source dans les histoires racontées par son père, ses oncles et sa tante dans son enfance. Taylor a déclaré que ses livres n'auraient pas existé sans sa famille, et en particulier sans son père. Elle met en avant la dimension historique de ses récits, en particulier ceux concernant les périodes de l'esclavage et post-esclavage.
Le livre le plus célèbre de Taylor est Tonnerre, entends mon cri (en) qui a remporté la médaille Newbery en 1977. Il s'inscrit dans la série consacrée à la famille Logan qui comprend également des titres tels que Song of the Trees (1975), Let the Circle Be Unbroken (1981), The Road to Memphis (1992) et The Land (2001). L'ensemble de son œuvre lui a valu le premier prix Prix NSK Neustadt pour la littérature de jeunesse (en) en 2003.